# Serieåret 1980

## Händelser

### Augusti
- 29 augusti: Steve Gerber stämmer Marvel Comics för rättigheterna till hans figur, Howard the Duck i en stämningsansökan till den amerikanska distriktsdomstolen för Los Angeles.[1]

### Okänt datum
- Serieantologin RAW grundas av Art Spiegelman och Françoise Mouly.
- Första numret av den svenska serietidningen Galago ges ut.[2]
- Förlaget Atlantic ger ut serietidningen Hulk på svenska.[3]
- Seriefiguren She-Hulk gör sitt första framträdande i tidningen The Savage She-Hulk.

## Pristagare

### Eagle Awards
Presenterat 1981 för serier publicerade under 1980:
- Favorittecknare (Storbritannien): Brian Bolland[4]
- 91:an-stipendiet: Gunnar Persson
- Adamsonstatyetten: André Franquin (inget svenskt pris utdelades)
- Reuben Award: Charles Saxon

## Utgivning
- Jan Lööfs Felix av Jan Lööf – samlingsutgåva av Felix.
- Pang på Mad av Sergio Aragones – den 59:e pocketen från Svenska Mad.

### Album
- Bröderna Daltons skatt (Lucky Luke)[5]
- Det stora bygrälet av Albert Uderzo – det 25:e albumet om Asterix[6]
- Tors hämnd av Peter Madsen – det andra albumet i serien Valhall.

## Födda
- 16 maj – Jimmy Wallin, svensk serietecknare och illustratör
- 30 december – Sara Granér, svensk serieskapare

## Avlidna
- 20 juni – Jijé, 66, belgisk serieskapare.

### Fotnoter
1. ↑  "Duck Squawk: Gerber vs. Marvel" Amazing Heroes #1 (juni 1981) sidan 18
2. ↑  ”Seriesamlarna”. http://www.seriesam.com/cgi-bin/guide?s=Galago. Läst 11 mars 2011.
3. ↑  Seriesamlarna
4. ↑  Bolland profile, Who's Who of American Comic Books, 1928–1999. Arkiverad 11 april 2016 hämtat från the Wayback Machine.
5. ↑  ”Lucky Luke på svenska”. Arkiverad från originalet den 11 november 2014. https://web.archive.org/web/20141111004811/http://www.visit.se/~dampgrodan/album_kronolog.html. Läst 12 mars 2011.
6. ↑  ”Tintin”. Arkiverad från originalet den 13 februari 2011. https://web.archive.org/web/20110213010603/http://www.asterix.com/books/albums/. Läst 12 mars 2011.